# Fußball-Oberliga 2013/14
Die Saison 2013/14 der Oberliga war die sechste Saison der Oberliga als fünfthöchste Spielklasse im Fußball in Deutschland nach Einführung der 3. Liga als dritthöchste Spielklasse zur Saison 2008/09 und der Herabstufung der Regionalliga zur vierthöchsten Spielklasse.

## Oberligen
- Oberliga Baden-Württemberg 2013/14
- Bayernliga 2013/14 in zwei Staffeln (Nord und Süd)
- Bremen-Liga 2013/14
- Oberliga Hamburg 2013/14
- Hessenliga 2013/14
- Mittelrheinliga 2013/14
- Oberliga Niederrhein 2013/14
- Oberliga Niedersachsen 2013/14
- Oberliga Nordost 2013/14 in zwei Staffeln (Nord und Süd)
- Oberliga Rheinland-Pfalz/Saar 2013/14
- Schleswig-Holstein-Liga 2013/14
- Oberliga Westfalen 2013/14

## Aufstieg und Relegation zur Regionalliga

### Regionalliga Bayern
In der Regionalliga Bayern wurden für die Saison 2014/15 zunächst zwei Plätze in der Relegation vergeben. Da der Meister der Regionalliga Bayern (bzw. sein Vertreter) in den Aufstiegsspielen zur 3. Liga scheiterte, kam es zu einer zweiten Runde, in der die beiden Sieger der ersten Runde den einzigen Platz ausspielten. An der Relegation nahmen die beiden Vizemeister der Staffeln Nord und Süd der Bayernliga sowie der Tabellenfünfzehnte und -sechzehnte der Regionalliga teil.
Folgende Mannschaften qualifizierten sich sportlich für die Relegationsspiele:
- Tabellen-15. der Regionalliga Bayern: TSV 1860 Rosenheim
- Tabellen-16. der Regionalliga Bayern: 1. FC Schweinfurt 05
- Zweitbestplatzierter Anwärter der Bayernliga Staffel Nord: TSV Aubstadt
- Zweitbestplatzierter Anwärter der Bayernliga Staffel Süd: FC Pipinsried

#### 1. Runde
| Datum     |               | Gesamt |                      | Hinspiel  | Rückspiel |
| --------- | ------------- | ------ | -------------------- | --------- | --------- |
| 27./30.5. | FC Pipinsried | 2:3    | TSV 1860 Rosenheim   | 2:2 (1:0) | 0:1 (0:0) |
| 27./30.5. | TSV Aubstadt  | 3:7    | 1. FC Schweinfurt 05 | 2:3 (0:2) | 1:4 (0:2) |

#### 2. Runde
| Datum   |                    | Gesamt |                      | Hinspiel  | Rückspiel |
| ------- | ------------------ | ------ | -------------------- | --------- | --------- |
| 3./6.6. | TSV 1860 Rosenheim | 1:6    | 1. FC Schweinfurt 05 | 0:1 (0:0) | 1:5 (0:2) |

### Regionalliga Nord
In der Regionalliga Nord wurden für die Saison 2014/15 zwei Plätze in der Aufstiegsrunde vergeben. Daran nahmen die Meister der Schleswig-Holstein-Liga und Bremen-Liga sowie der Vizemeister der Oberliga Niedersachsen teil. Aus der Oberliga Hamburg gab es in diesem Jahr keinen Bewerber.
Folgende Mannschaften qualifizierten sich sportlich für die Aufstiegsrunde:
- Meister der Bremen-Liga: Bremer SV
- Vizemeister der Oberliga Niedersachsen: Freie Turnerschaft Braunschweig
- Meister der Schleswig-Holstein-Liga: VfB Lübeck

| Datum        |                                 | Ergebnis  |                                 |
| ------------ | ------------------------------- | --------- | ------------------------------- |
| 31. Mai 2014 | VfB Lübeck                      | 5:1 (2:0) | Freie Turnerschaft Braunschweig |
| 3. Juni 2014 | Freie Turnerschaft Braunschweig | 4:0 (2:0) | Bremer SV                       |
| 7. Juni 2014 | Bremer SV                       | 3:4 (1:2) | VfB Lübeck                      |

| Pl. | Verein                          | Sp. | S | U | N | Tore    | Diff. | Punkte |
| --- | ------------------------------- | --- | - | - | - | ------- | ----- | ------ |
| 1.  | VfB Lübeck                      | 2   | 2 | 0 | 0 | 009:400 | +5    | 06     |
| 2.  | Freie Turnerschaft Braunschweig | 2   | 1 | 0 | 1 | 005:500 | ±0    | 03     |
| 3.  | Bremer SV                       | 2   | 0 | 0 | 2 | 003:800 | −5    | 0      |

### Regionalliga Südwest
In der Regionalliga Südwest wurde für die Saison 2014/15 ein Platz in den Aufstiegsspielen vergeben. Daran nahmen die Vizemeister der Oberliga Rheinland-Pfalz/Saar und der Oberliga Baden-Württemberg teil. Aus der Hessenliga gab es keinen Bewerber.
Folgende Mannschaften qualifizierten sich sportlich für die Aufstiegsspiele:
- Vizemeister der Oberliga Rheinland-Pfalz/Saar: FSV Salmrohr
- Vizemeister der Oberliga Baden-Württemberg: FC Nöttingen

| Datum      |              | Gesamt |              | Hinspiel | Rückspiel |
| ---------- | ------------ | ------ | ------------ | -------- | --------- |
| 29.5./1.6. | FC Nöttingen | 1:0    | FSV Salmrohr | 0:0      | 1:0 (0:0) |